# گربه و قناری (فیلم ۱۹۷۹)
گربه و قناری (انگلیسی: The Cat and the Canary) فیلمی در ژانر جنایی به کارگردانی ردلی متزگر است که در سال ۱۹۷۸ منتشر شد.

## بازیگران
- اونور بلکمن
- ادوارد فاکس
- وندی هیلر
- الیویا هاسی
- کرول لینلی
- دنیل ماسی
- ویلفرید هاید-وایت